# All for You (singel)
All for You – dwudziesty piąty singel Namie Amuro. Nagrano go w czerwcu  i wydano 22 lipca 2004 przez wytwórnię avex trax. Jest pierwszym z trzech kolejnych singli, których sprzedaż wyniosła ponad 100 000 egzemplarzy. Singel utrzymywał się w Oriconie przez piętnaście tygodni. Najwyżej był na #4 pozycji. Łącznie sprzedano  112 558 kopii. B-side tego singla to Butterfly.

## Lista utworów
| 1. | All for You                         | 6:00  |
|    |                                     |       |
| 2. | Butterfly                           | 4:00  |
|    |                                     |       |
| 3. | All for You (wersja instrumentalna) | 6:00  |
|    |                                     |       |
| 4. | Butterfly (wersja instrumentalna)   | 3:58  |
|    |                                     |       |
|    |                                     | 19:58 |
|    |                                     |       |

## Wystąpienia na żywo
- 7 lipca 2004 - Music Station
- 16 lipca 2004 - Pop Jam
- 16 lipca 2004 - AX Music Factory
- 27 lipca 2004 - CDTV Special
- 8 sierpnia 2004 - MTV Buzz Asia Concert
- 3 września 2004 - Music Station
- 6 września 2004 - Hej! Hey! Hej!
- 9 września 2004 - AX Music Factory

## Personel
- Namie Amuro - wokal
- Ryoki Matsumoto - chór
- Jun Abe – fortepian
- Kenji Suzuki - gitara

## Produkcja
- Producenci - Ryoki Matsumoto
- Programowanie – Jun Abe
- Remix – Junya Endo

## Oricon
| Diagram                                                    | Pozycja |
| ---------------------------------------------------------- | ------- |
| Dzienny diagram Oricon (w pierwszym dniu sprzedaży)        | #4      |
| Tygodniowy diagram Oricon (w pierwszym tygodniu sprzedaży) | #6      |
| Miesięczny diagram Oricon (w pierwszym miesiącu sprzedaży) | #14     |
| Roczny diagram Oricon                                      | #86     |